# 多悦镇
多悦镇，是中华人民共和国四川省眉山市东坡区下辖的一个乡镇级行政单位。2019年12月，将秦家镇红丰村、马桥村、宋坪村、一里村所属行政区域划归多悦镇管辖。

## 行政区划
多悦镇下辖以下地区：
多悦社区、付庙村、永生村、林埂村、石马村、会龙村、东风村、滴水村、宝藏村、两河口村、华藏村、海珠村和天公村。